# Ann Haesebrouck
Ann Haesebrouck, född den 18 oktober 1963 i Brugge i Belgien, är en belgisk roddare.
Hon tog OS-brons i singelsculler i samband med de olympiska roddtävlingarna 1984 i Los Angeles.